# Guillaume Raynaldi
Guillaume Raynaldi oder Guillaume de Raynal († 15. Juni 1402 in der Grande Chartreuse, Königreich Frankreich) war ein französischer Kartäuser.
Raynaldi stammte aus Auvergne und legte in der Grande Chartreuse seine Profess ab. Zeitweise wirkte er als Prior in Valbonne. 1367 wurde er Prior der Grande Chartreuse und Generalminister des Kartäuserordens.
Er ist Autor der zweiten Fassung der Statuten des Ordens, der Nova Statuta, die das Generalkapitel 1368 ratifizierte.
Im Sommer 1371 kam es du einem Brand des Klosters. Da bereits die Zellen, die Kirche, der Kreuzgang und das Hauptgebäude in Brand waren, beschloss er die Manuskripte der Klosterbibliothek vor dem Feuer zu retten.
Während des Abendländisches Schisma war die Christenheit in zwei Gebiete geteilt. 1380 wurde auch der Kartäuserorden geteilt. Die Grande Chartreuse und ihr Prior bekundeten ihren Gehorsam gegenüber den Päpsten in Avignon, Clemens VII. und seinem Nachfolger Benedikt XIII.  Zu seinem Nachfolger bestimmte Raynaldi Bonifatius Ferrer. Die Kartausen, die dem römischen Papst unterstanden, hatten mit Johannes von Bari eine Generalminister in Seitz.